# Постышево (станция)
По́стышево — железнодорожная станция, бывший разъезд, затем станция Вели на леспромхозной железной дороге, затем в посёлке Берёзовый на трассе Байкало-Амурской магистрали.

## История
К 1962 году восточный построенный участок БАМа заканчивался у реки Амгунь, где у разъезда Вели начали строительство Велинского лесопункта, а в 1970 году на базе лесопункта началось строительство посёлка лесозаготовителей Берёзовый, разъезд превратился в станцию. В 1974 году от станции началось строительство 150 километров лесовозных дорог, в том числе дороги с твёрдым покрытием к селу имени Полины Осипенко. В 1981 году станцию переименовали в Постышево в честь Павла Постышева, героя гражданской войны в ДВР, одного из организаторов голода на Украине (1932—1933) и политических репрессий 1937—1938 годов
Вокзал рассчитан на 200 пассажиров и совмещён с постом электрической централизации и помещениями связи. Распластанное выстраивание композиции с объёмами разных форм и высоты обусловлена необходимостью вместить большое количество мелких служебных помещений.

## Архитектура
Вокзал был спроектирован новосибирским архитектором Владимиром Авксентюком в 1982 году; в 1984 году проект удостоен Государственной премии РСФСР в области архитектуры. Вокзал был спроектирован в едином стиле с вокзалами в Северобайкальске и станции Тунгала. Вокзал в Постышево иногда называют одним из самых фотогеничных объектов БАМа, «виртуозно использующим пластику складчатой кровли снаружи и внутри». Ломаные линии кровли (так называемая «сло́маная кры́ша») призваны повторять очертания окрестных гор, а само здание вокзала — эффектно завершать строившийся в 1980-е годы участок БАМа.